# 1878 w literaturze
Wydarzenia literackie w 1878 roku.

## Nowe utwory
- polskojęzyczne
  - Eliza Orzeszkowa – Meir Ezofowicz[1]
- obcojęzyczne
  - Lew Tołstoj – Anna Karenina
  - Jules Verne – Piętnastoletni kapitan (fr. Un capitaine de quinze ans)

## Urodzili się
- 6 stycznia — Carl Sandburg, amerykański poeta (zm. 1967)
- 12 stycznia – Ferenc Molnár, węgierski pisarz (zm. 1952)
- 14 stycznia – Victor Segalen, francuski poeta i pisarz (zm. 1919)
- 3 marca – Edward Thomas, angielski poeta i prozaik (zm. 1917)
- 20 marca – William Hobart Royce, amerykański pisarz, kolekcjoner książek, bibliograf, badacz i znawca twórczości Honoriusza Balzaka (zm. 1963)
- 1 kwietnia – Carl Sternheim, niemiecki pisarz (zm. 1942)
- 10 kwietnia – Eduard Štorch, czeski pedagog, pisarz i archeolog (zm. 1956)
- 15 kwietnia – Robert Walser, szwajcarski pisarz (zm. 1956)
- 24 maja – Helena Mniszkówna, polska pisarka (zm. 1943)
- 26 maja – Maksimilian Wołoszyn, rosyjski poeta, krytyk, tłumacz (zm. 1932)
- 27 maja – Ferdynand Ossendowski, polski pisarz, dziennikarz, podróżnik (zm. 1945)
- 12 czerwca – James Oliver Curwood, amerykański pisarz (zm. 1927)
- 28 czerwca – Stanisław Brzozowski, polski pisarz, publicysta i krytyk literacki (zm. 1911)
- 6 lipca – Eino Leino, fiński poeta (zm. 1926)
- 22 lipca – Janusz Korczak, polski lekarz, działacz społeczny i pisarz (zm. 1942)
- 24 lipca – Lord Dunsany, brytyjski pisarz i dramaturg (zm. 1957)
- 2 sierpnia – Aino Kallas, fińsko-estońska pisarka (zm. 1956)
- 10 sierpnia – Alfred Döblin, niemiecki pisarz żydowskiego pochodzenia (zm. 1957)
- 20 sierpnia – Jakub Deml, czeski prozaik, poeta, eseista i publicysta (zm. 1961)
- 22 sierpnia – Ladislav Klíma, czeski pisarz i filozof (zm. 1928)
- 16 września – Herwarth Walden, niemiecki pisarz, wydawca i muzyk (zm. 1941)
- 20 września – Upton Sinclair, amerykański pisarz (zm. 1968)
- 5 listopada – Michaił Arcybaszew, rosyjski pisarz, dramaturg i publicysta (zm. 1927)
- 14 listopada – Leopold Staff, polski poeta (zm. 1957)
- 17 listopada – Stanisław Zdziarski, polski historyk literatury, slawista, folklorysta (zm. 1928)
- 7 grudnia – Akiko Yosano, japońska pisarka, poetka, pionierka feminizmu (zm. 1942)
- 31 grudnia – Horacio Quiroga, urugwajski nowelista, dramaturg i poeta (zm. 1937)

## Zmarli
- 8 stycznia – Nikołaj Niekrasow, rosyjski pisarz (ur. 1821)
- 25 kwietnia – Anna Sewell, brytyjska pisarka (ur. 1820)
- 13 sierpnia – Elizabeth Prentiss, amerykańska prozaiczka i poetka (ur. 1818)
- 16 grudnia – Karl Gutzkow, niemiecki pisarz i dziennikarz, przedstawiciel Młodych Niemiec (ur. 1811)